# K3 (televisiezender)
K3 was een televisiezender in de Spaanse autonome regio's Catalonië, Valencia, de Balearen en deels Aragón. De beheerder was de publieke omroep Televisió de Catalunya. Ook zond het programma's uit in Andorra en dat deel van Zuid-Frankrijk waar ook wel Catalaans gesproken wordt (ook weleens aangeduid met: Frans Catalonië). K3 werd gevormd op 23 april 2001 uit de voorgaande zender Canal 33. De doelgroep van K3 waren schoolkinderen en tieners. De televisiezender bood afwisselende programma's aan, met over het algemeen een entertainende en/of educatieve functie. 
Op 17 oktober 2009 werd K3 hernoemd naar Canal Super 3.